# タイフェスティバル
タイフェスティバル（タイ語: งานเทศกาลไทย、英語: Thai Festival）は、タイ文化を紹介する日本で行われるイベントで、駐日タイ王国大使館が主催する。2000年より毎年、東京の代々木公園イベント広場他、大阪、名古屋、福岡など全国各地で開催されている。

## 概要
タイレストランによる飲食店ブースやタイ関連商品の物産店ブース、またステージではムエタイショー、タイのアーティストによるコンサートなど様々な催しものが行われる。入場は無料。
旧称は「タイフードフェスティバル」で、2005年より「タイフェスティバル」に変更された。